# Vicariato apostólico de Yurimaguas
El vicariato apostólico de Yurimaguas (en latín: Vicariatus Apostolicus Yurimaguaënsis) es una circunscripción eclesiástica de la Iglesia católica en Perú. Se trata de un vicariato apostólico latino, inmediatamente sujeto a la Santa Sede. Desde el 8 de julio de 2020 su vicario apostólico es el obispo Jesús María Aristín Seco, de la Congregación de la Pasión.

## Territorio y organización
El vicariato apostólico tiene 72 000 km² y extiende su jurisdicción sobre los fieles católicos de rito latino residentes en las provincias de Alto Amazonas y Datem del Marañón en el departamento de Loreto.
La sede del vicariato apostólico se encuentra en la ciudad de Yurimaguas, en donde se halla la Catedral de la Virgen de las Nieves.
En 2022 en el vicariato apostólico existían 23 parroquias.

## Historia
La prefectura apostólica de San Gabriel de la Dolorosa del Marañón fue erigida el 27 de febrero de 1921 mediante el breve In sublimi del papa Benedicto XV, obteniendo el territorio del vicariato apostólico de San León del Amazonas (hoy vicariato apostólico de Iquitos).
El 3 de junio de 1936 la prefectura apostólica fue elevada a vicariato apostólico mediante la bula Quo in regionalibus del papa Pío XI.
El 11 de enero de 1946 cedió una porción de su territorio para la erección de la prefectura apostólica de San Francisco Javier (hoy vicariato apostólico de Jaén en Perú o San Francisco Javier) mediante la bula In Orbis Catholici del papa Pío XII.
El 10 de noviembre de 1960 tomó su nombre actual.

## Estadísticas
Según el Anuario Pontificio 2023 el vicariato apostólico tenía a fines de 2022 un total de 283 360 fieles bautizados.
| Año                                                                             | Población            | Población | Población      | Sacerdotes | Sacerdotes    | Sacerdotes    | Bautizados por sacerdote | Diáconos permanentes | Religiosos | Religiosos | Parroquias |
| Año                                                                             | Bautizados católicos | Total     | % de católicos | Total      | Clero secular | Clero regular | Bautizados por sacerdote | Diáconos permanentes | Varones    | Mujeres    | Parroquias |
| ------------------------------------------------------------------------------- | -------------------- | --------- | -------------- | ---------- | ------------- | ------------- | ------------------------ | -------------------- | ---------- | ---------- | ---------- |
| 1950                                                                            | 20 130               | 30 000    | 67.1           | 15         |               | 15            | 1342                     |                      | 18         | 10         | 8          |
| 1966                                                                            | 55 000               | 60 000    | 91.7           | 16         |               | 16            | 3437                     |                      |            | 32         | 8          |
| 1970                                                                            | 52 000               | 56 000    | 92.9           | 18         |               | 18            | 2888                     |                      | 21         | 32         | 8          |
| 1976                                                                            | 75 000               | 85 000    | 88.2           | 12         |               | 12            | 6250                     |                      | 15         | 42         | 11         |
| 1980                                                                            | 79 116               | 87 300    | 90.6           | 9          | 1             | 8             | 8790                     |                      | 10         | 37         | 12         |
| 1990                                                                            | 125 000              | 140 000   | 89.3           | 13         | 2             | 11            | 9615                     |                      | 17         | 58         | 23         |
| 1999                                                                            | 185 820              | 215 072   | 86.4           | 11         | 4             | 7             | 16 892                   |                      | 13         | 58         | 19         |
| 2000                                                                            | 188 300              | 219 320   | 85.9           | 11         | 4             | 7             | 17 118                   | 2                    | 13         | 54         | 19         |
| 2001                                                                            | 188 900              | 220 000   | 85.9           | 12         | 4             | 8             | 15 741                   |                      | 15         | 54         | 19         |
| 2002                                                                            | 190 000              | 222 000   | 85.6           | 17         | 8             | 9             | 11 176                   |                      | 13         | 59         | 19         |
| 2003                                                                            | 193 000              | 225 000   | 85.8           | 18         | 8             | 10            | 10 722                   |                      | 14         | 59         | 19         |
| 2004                                                                            | 201 500              | 235 000   | 85.7           | 16         | 6             | 10            | 12 593                   |                      | 14         | 59         | 19         |
| 2010                                                                            | 216 000              | 252 000   | 85.7           | 20         | 9             | 11            | 10 800                   |                      | 19         | 51         | 23         |
| 2014                                                                            | 237 000              | 264 000   | 89.8           | 20         | 10            | 10            | 11 850                   |                      | 18         | 52         | 25         |
| 2017                                                                            | 265 000              | 394 000   | 67.3           | 25         | 11            | 14            | 10 600                   |                      | 21         | 52         | 21         |
| 2020                                                                            | 270 000              | 405 000   | 66.7           | 28         | 14            | 14            | 9642                     | 5                    | 23         | 67         | 21         |
| 2022                                                                            | 283 360              | 422 000   | 67.1           | 27         | 15            | 12            | 10 494                   | 7                    | 22         | 67         | 23         |
| Fuente: Catholic-Hierarchy, que a su vez toma los datos del Anuario Pontificio. |                      |           |                |            |               |               |                          |                      |            |            |            |

## Episcopologio
- Atanasio Celestino Jáuregui y Goiri, C.P. † (1921-30 de agosto de 1957 falleció)
- Gregorio Elias Olazar Muruaga, C.P. † (31 de agosto de 1957 por sucesión-25 de marzo de 1972 renunció)
- Miguel Irizar Campos, C.P. † (25 de marzo de 1972-6 de agosto de 1989 nombrado obispo coadjutor de Callao)
  - Sede vacante (1989-1991)
- José Luis Astigarraga Lizarralde, C.P. † (26 de noviembre de 1991-17 de diciembre de 2016 retirado)
  - Sede vacante (2016-2020)
- Jesús María Aristín Seco, C.P., desde el 8 de julio de 2020[nota 2]